# Рат
Рат је сукоб који укључује организовану употребу оружја и физичке силе од стране држава или других друштвених група. Зараћене стране обично држе територију, коју могу добити или изгубити; а свака поседује водећег појединца или тело које се може предати или колапсирати, те тако завршити рат. До Другог светског рата, владао је обичај да учесници у рату издају формалне објаве рата.
Често се користе алтернативни изрази за рат, најчешће у сврху еуфемистичког избегавања ограничења рата, што укључује оружани сукоб, непријатељства и полицијска акција. Време када нема формалног рата, упркос могућности међународних и унутрашњих напетости, се назива мир. Међутим, неки сматрају да је дефиниција мира сложенија. При томе се често цитира Барух Спиноза (1632-1677) који је рекао да “мир није одсуство рата, него врлина, душевно стање, односно склоност доброј вољи, поверењу и правди.”
Ратови се обично одвијају у низовима војних похода између две зараћене стране, а повод су им, осим других ствари, несугласице око питања суверенитета, територије, природних ресурса, религије или идеологија. Рат који за сврху има ослобођење окупиране земље се назива ослободилачки рат; рат између фракција унутар једне државе је грађански рат.
Слични рату су сукоби који постоје код заједница животиња, али слична насилна природа човека довела је до правих ратова када су људи развили и почели користити оружја у сукобима првобитних преткласних заједница. Поред употребе оружја, друга основна карактеристика рата је да је он организовано насиље међу људским заједницама. Основни садржај рата чини и оружана борба, али се рат не своди само на њу, он је шири, сложенији, јер укључује и друге облике борбе (политичке, психолошке, пропагандне, економске, итд.) које имају велико значење за припрему и вођење рата.

## Етика рата
Рат је брутално насиље људи према људима и кроз историју био извор озбиљних етичких дилема. Иако су многе древне државе, народи и културе, исто као и неке данас, на рат гледали као племениту делатност и углавном позитивни друштвени феномен, с временом су се појавиле дилеме о етичкој оправданости рата.
Данас се на рат генерално гледа као на непожељну, а за неке и морално неприхватљиву делатност. С друге стране многи верују како је рат, или барем приправност за њега у сврху одвраћања, нужан за одбрану земље и других вредности. Пацифисти, пак, верују да је рат по природи неморалан, те да се не би смео никада водити под било каквим околностима. Тај је став страствено проповедао индијски вођа Махатма Ганди.
С друге стране, негативан приступ према рату је у историјском смислу тек релативно недавно постао широко уврежен. Пре тога су многи велики мислиоци, као Хенрих фон Трејчке, видели рат као најплеменитију делатност човечанства, односно ону у којој врлине као храброст и част играју много важнију улогу него неке друге. На самом почетку Првог светског рата је познати писац Томас Ман написао, „Није ли мир ништа друго до процес грађанског загађења, а рат елемент прочишћења, ослобођења и велике наде?“ Овакав став је био службено прихваћен код многих древних друштава као што су Спарта и Рим, а 1930-их у фашистичким државама.
Пораз агресорских фашистичких држава и милитаристичких режима у Другом светском рату, шок због дотада незапамћених разарања и употребе нуклеарног оружја, те послератни пораст дужине и квалитета живота је доста допринео да се створи Организација уједињених нација и на рат гледа као негативну и по човечанство крајње опасну појаву.
Многи данас сматрају да је једино тзв. праведни рат легитиман, односно верују да се може водити једино кроз међународне организације попут УН које би требало да зауставе ратове и неправедну агресију. Други, пак, сматрају да су међународне организације, с обзиром на њихову праксу последњих деценија, оптерећене истим оним етичким проблемима као и суверене државе, па немају никакво право да суде шта јесте, а шта није праведан рат.

## Узроци рата
О узроцима рата не постоји консензус, с обзиром да се рату као феномену често приступа из искључивих перспектива, било да је реч о једној јединој грани науке, било да је реч о специфичној идеологији.
У литератури се, међутим, узроци рата најчешће деле на:
- економске - односно настојање да се добаве или очувају економски ресурси који се сматрају виталним за неку друштвену заједницу или државу (за што постоји безброј примера, од сукоба праисторијских племена око ловишта до заливског рата који се водио због контроле над нафтним изворима Кувајта)
- политичке - односно настојање да одређена држава или друштвена група освоји или сачува власт или утицај на одређеној територији (пример за то су династијски сукоби у средњовековним монархијама попут ратова ружа у Енглеској или француско-пруски рат у 19. веку).
- идеолошке - који настају због културне, верске или идеолошке нетрпељивости између одређених друштвених група или држава (примери за то су сукоби домородачких племена с европским истраживачима у Доба открића, крсташки походи и Шпански грађански рат).

За детаљна објашњења узрока рата с различитих стајалишта погледајте теорије о рату.

## Ограничења начина ратовања
Кроз историју, поготово у економски и културно развијенијим друштвима, спознаја о високој цени рата у људству и материјалним богатствима је резултирала покушајима да се та цена смањи кроз његову формализацију, односно да се начин ратовања ограничи обичајима, законима и међународним уговорима.
У неким од раних цивилизација, те су се забране односиле на тачно одређено доба године када се могао водити рат (што је зараћеним странама омогућавало несметану жетву), односно ограничење суделовања у рату на тачно одређене категорије становништва (по правилу мушкарце тачно одређеног доба и друштвеног статуса) или искључиво кориштење тачно одређених врста оружја и тактике.
Осим из економских и политичких, некада су ограничења ратовања била мотивирана верским увјерењима. Један од примера су Астеци, чија су тактика и наоружање имали сврху физичког онеспособљавања и заробљавања непријатеља уместо њиховог убијања, а што је требало послужити за њихово жртвовање боговима.
Ограничења ратовања, што из политичких, што из економских, што из верских мотива, су понекад доводила до тога да ратови имају ритуални карактер.
Након што су индустријска револуција и развој оружја средином 19. века указали на дотада незабележену деструктивну могућност рата, покрет за ограничење рата, односно начина његовог вођења је резултирао низом међународних конвенција које чине основ савременог ратног права. Од свих њих су најпознатије Женевске и Хашке конвенције. Концепт ограничења рата и његовог вођења је, међутим, предмет критике. С једне стране га нападају пацифисти, држећи како формализација и установљење „правила“ дају легитимитет рату који је по њима у било каквој форми апсолутно неприхватљив. С друге стране је концепт ограничења рата одбацују разни револуционарни покрети и заговорници асиметричног ратовања који држе да су ратна правила ништа друго до пропагандно средство којим у класичном војничком смислу јача страна настоји цементирати свој супериорни положај на рачун слабије стране која јој се не може ефикасно супротставити на начин дозвољен ратним правом. Такви ставови су се у модерно доба први пут јавили у доба француске револуције, када се по први пут јавља и концепт тоталног рата као негације свих ограничења ратовања.

## Порекло, природа и карактер рата
По неким мишљењима рат, или феномени слични рату постоје од настанка модерне људске врсте, односно од времена настанка организованих људских друштава, а ратови се јављају као последица непомирљивих сукоба међу људским заједницама (групе људи, класе, племена, народи, државе, савези) за приступ потрепштинама за живот (храна, животни простор, ...). Други наглашавају везе рата са развојем приватног власништва над производним средствима и поделом друштва на класе уз појаву државе као органа и оруђа владајуће класе. Постоје мишљења да је праисторијско ратовање у много чему било слично лову. Рат је тада могао имати облик заседа и препада, односно пљачкашких похода међу групама ловаца-сакупљача, развој цивилизације је са собом донео значајне промене у начину њиховог вођења. Седилачке, односно пољопривредне друштвене групе су далеко више везане уз одређену територију, а вишак хране и подела рада омогућава да се почне производити боље оружје, односно долази до развоја посебне друштвене групе ратника које ће представљати прве организоване војске.

### Првобитна заједница
Пре организације држава, у првобитним људским заједницама било је врло бруталних ратова међу људским заједницама за територије,  Према неким мишљењима сукоби између родова и племена имају нека обележја рата, али им је природа сасвим различита. У тим сукобима није било издвојене организације за вођење рата, сваки члан рода или племена је био ратник. Ти сукоби су били засновани више на зависности људи од природе, из потребе за подручјима у којим се налази храна или због крвне освете, а не на присвајању туђег власништва или за прибављање радне снаге. У тим сукобима није било заробљеника и искориштавања побеђених.
Са развитком првих облика државних организација јавља се и војска, као посебна издвојена организација унутар државе задужена за вођење рата са спољашњим непријатељем или овладавањем отпора унутар државе.

### Робовласничко друштво
У робовласничком друштву привреда се заснива на искориштавању роба, који је њено основно оруђе, и не може се развијати без сталног прилива нових робова. Због тога, робовласничка држава их набавља првенствено ратом: покоравањем околних племена који још немају државну организацију, ратовима са другим робовласничким државама, којим се у случају победе прибављају не само робови већ и други ратни плен и проширује територије (Египат, Римско царство, походи Александра Великог).
Ти ратови су често узроковали устанке и побуне робова (Први, Други и Трећи робовски рат). Припадници владајуће класе међусобно се боре око власти и моћи, брже богаћење и узрокују грађанске ратове. У време стварања робовласничких држава, највећи део човечанства још се увек налазио на ниском степену развоја, па су и војске биле мале а оружје једноставно.

### Феудално друштво
У феудализму државе воде ратове ради поробљавања и пљачке, територијалног проширења, стицања нових поседа и искориштавања кметова. Међу највеће ратове овог карактера спадају ратови франачке државе под Карлом Великим, турска освајања итд. Циљеви тих ратова су имали и династичко обележје као нпр. Стогодишњи рат.
Међусобних ратова феудалаца или група феудалаца око превласти и проширивања територија на рачун супарника било је много у раздобљу раног феудализма кад је расцепканост била највећа (Италија, Француска, Русија). Такви ратови, само крупних размера су обиљежје и каснијег раздобља, познатог као касни феудализам.
Раздобље феудализма су потресали и сељачки ратови. Феудално искориштавање учинило је положај кмета врло тешким и терало га на борбу, и то поготову онда кад се појављују и робно-новчани односи, па се кмету и наметну тешке новчане обавезе.
Развитак привреде и повећања богатства доводи и до појаве плаћених војски, који воде рат за рачун оног који их плаћа.

### Капитализам
Буржоазија као носилац и покретач нових привредних, друштвених, социјалних и политичких односа у капиталистичком друштву води антифеудалне и револуционарне ратове у циљу надилажења феудалне расцепканости, и стварању националних држава као новог, погоднијег облика развитка капиталистичке привреде. Најпознатије револуције тог до империјалистичког раздобља су: Холандска револуција (Рат између Холандије и Шпаније 1566 - 1609. године), Француска револуција, Амерички рат за независност итд.
У овом раздобљу долази и до честих ратова између држава или коалиција држава за хегемонију, као последица неравномерног развитка капитализма у разним земљама и њихових различитих интереса у борби за трговинску, поморску, колонијалну и другу премоћ (између Холандије и Енглеске, Холандије и Француске, Енглеске и Француске, Седмогодишњи рат 1756—1763. године, Кримски рат 1853—1856. године.).
Осим тога, воде се и ратови за национално уједињење (Италија, Немачка), ратови за национално ослобођење (ратови против Наполеона 1802—1814. године), ратови балканских народа против Турске, Грчки рат за ослобођење 1821—1829).
У 17. и 18. веку као резултат колонијалних ратова, стварају се огромне колонијалне империје капиталистичких европских држава. Колонијални ратови имају крајње реакционарну улогу, јер су лишили многе народе политичке независности и узроковали су ослободилачке ратове народа колонија (Индија, Индонезија, Алжир, Мексико, Куба, Филипини итд.). У овом раздобљу јављају се и први грађански устанци и ратови које, пролетаријат води против буржоазије.
Империјалистички ратови за колоније су наследили ратове предимперијалистичког раздобља. Потреба за колонијама и сировинама су прерасли националне оквире и претворили се у борбу империјалистичких сила за поделу света, нових територија, тржишта и извоз капитала, што је и узроковало и Први светски рат, који избија у условима нарушене равнотеже међу империјалистичким државама.
Други светски рат (1939-45), који је био највећи рат у историји, је почео као нека врста грабљиве економије за освајање територије, или "животног простора" а почела га је нацистичка Немачка, која је постала вођа у масовном убијању (посебно у убијању ненаоружаних мушкараца, жена и деце).

## Теорије о рату
Још у време антике, грчки филозофи идеалисти, су тврдили да је рат природно стање духа (Платон) и природан начин стицања имовине (Аристотел). Обема тезама су се правдали ратови робовласничке класе и представљале израз њених интереса.
У средњем веку црква је као најјачи феудалац била носилац и стваралац религиозне идеологије, према којој су ратови израз Божје воље, натприродне појаве пред којим је човек немоћан. У то име, црква води и Крсташке ратове и тиме прикрива њихов прави карактер.
Буржоаско раздобље доноси и шира објашњења рата. Многи напредни мислиоци, научници, филозофи и др. су били противници рата као средства за постизање циља и борили се против тога, верујући да здрав људски ум може спријечити рат. У овом раздобљу се јављају три различите теорије посматрања рата:
- идеалистичке,
- етичке и
- геополитичке.

### Идеалистичке, Етичке и Геополитичке.
Многи буржоаски идеалисти су објашњавали порекло рата биолошким узроцима (социјалдарвинизам). Они су упоређивали рат са законитостима који владају у животињском свету, и сматрали да је рат услов друштвеног опстанка на исти начин као и што је борба за опстанак услов за постојање у природи.
- Томас Хобс је објашњавао вечност и неизбежност ратова само човековом природом, а ратно стање јединим законом у односима држава и влада. Готфрид Вилхелм Лајбниц, пак сматра да вечни мир није могућ на овом свету и да би довео до умртвљавања природе, до необнављања живота и до застоја у развитку. Рат је урођено стање човека, јер у основи његовог живота, као и у основи сваког другог живог бића, је борба за опстанак и зато је човек човеку вук.
- Расна теорија је најгрубљи вид ове биолошке теорије, јер узроке рата објашњава природном неједнакошћу. У овој расној теорији се истакао немачки идеолог најреакционарнијег дела немачке буржоазије Ниче, који је истицао надмоћ аријевске расе.

Етичке теорије (Хегел, Прудон, Фулер и други) сматрају да је рат прогресивна појава која позитивно утиче на морал људи и народа и без које се не може ни замислити постојање и развитак друштва, јер морално стање народа доприноси величању јаких личности и нација којима је предодређена историјска улога. Рат чува народе од труљења и је најбоље средство за лечење народа.
- Енглески свештеник Малтус је развио теорију да је рат неминован за ограничавање претераног пораста становништва јер уништава сувишно становништво и одржава равнотежу између средстава за живот и броја становника.

У 20. веку се рађају нове, геополитичке теорије као покушај оправдања империјалистичких ратова (Хаусхофер, Мекиндер и други). Они објашњавају порекло рата географским положајем појединих народа: смањивањем животног простора и борбом за простор, непогодношћу и потребом промене границе и сл. Геополитика се и данас често употребљава за оправдање ратних припрема.

### Друге Теорије
Осим ове три теорије јављају се и неки други правци у објашњавању порекла рата као што су субјективизам (рат је трагедија погрешака), космополитизам, пацифизам итд.
Ипак, у данашње време највише навођени теоретичар о рату је Карл фон Клаузевиц. Карл је написао дело "О рату" у којем је објаснио своја виђења односа између политике и рата. Одредио је појам апсолутног рата. По њему се појам борба поистовећује с појмом рата, где употреба оружаних снага није ништа друго до организација одређеног броја бојева. Клаузевиц сматра одбрану јачим видом борбе од напада, јер по њему рат почиње одбраном, јер ако се нападнути не брани не може доћи ни до рата. Ту тезу он изводи из тактике и преноси је у стратегију што је било сасвим необично у то време, па га многи и критикују. Моралне снаге су у средишту Клаузевицове идеје о рату, јер само фин, продоран разум може у тој области осетити истину. Клаузевицова стратегија вођења рата, међутим, не прелази европски континент и не захвата односе снага на мору иако су имали изванредне утицаје на Наполеонове ратове

## Рат и право
Рат као друштвену појаву регулише и право (међународно јавно и ратно право). Правни појам рата је ужи од његовог општег појма. Рат је оружани сукоб између две или више држава, узрокован вољом једне од њих, уз потребу принудних мера којим свака зараћена снага покушава наметнути своју вољу противнику.
1928. године рат је био одобраван по међународном ратном праву, јер је свака независна држава имала право на вођење рата. 27. августа 1928. године је рат по први пут у историји забрањен Париским пактом, где су се државе, потписнице тог уговора одрекле права на рат и обвезале да у њиховим међусобним односима неће прибећи рату. Међутим ова обвеза је важила само за потписнице уговора, па је рат и даље био правно допуштен. Проблем овог уговора је то што није јасно одредио појам правичне самоодбране, напада или одбране. Стога је увек постојала могућност да се нападачки рат прогласи одбрамбеним како би се оправдала његова потреба. На тај је начин и Немачка, иако потписница пакта, почела Други светски рат.
Повеља УН из 1945. коначно забрањује рат као средство решавања међународних спорова и националне политике. Чланице УН су се обвезале да неће употребљавати силу или претити силом која би била усмерена против политичке или територијалне независности било које државе, да ће све спорове и сукобе решавати једино и искључиво мирним путом, да ће пружити помоћ свакој нападнутој чланици, да ће се уздржати од пружања помоћи свакој држави против које УН преузму неку принудну меру. Иако забрањује рат, повеља УН ипак допушта урођено право на појединачну и заједничку самоодбрану у случају оружаног напада против неког члана Уједињених нација, док Савет безбедности не предузме мере потребне за очување међународног мира и сигурности.

## Подела ратова
- према простору деловања, и употреби ратних средстава и оружја:
  - тотални рат (општи, глобални, светски рат)
  - ограничени рат
  - локални рат
- према карактеру рата:
  - ослободилачки рат
  - одбрамбени рат
  - грађански рат
  - империјалистички рат
  - колонијални рат
  - верски рат
- према врсти оружја:
  - нуклеарни рат
  - конвенционални рат
  - биолошки рат
- према покретљивости:
  - маневарски рат
  - позицијски рат

Други облици рата:
- Хладни рат
- психолошки рат
- коалициони рат
- герилски рат
- свети рат